# Empoasca boninensis
Empoasca boninensis är en insektsart som först beskrevs av Matsumura 1931.  Empoasca boninensis ingår i släktet Empoasca och familjen dvärgstritar. Inga underarter finns listade i Catalogue of Life.